# Brasil na Copa do Mundo FIFA de 1986
A edição de 1986 foi a 13ª edição do torneio e o campeonato aconteceu no México. O Brasil era o único país a participar de todas as edições do torneio da FIFA, fato que persiste até a última edição realizada da Copa, em 2022.
A Seleção foi dirigida pela segunda vez consecutiva por Telê Santana e o capitão foi Edinho. O Brasil terminou na quinta colocação.  Na preparação, as polêmicas ficaram com os cortes de Renato Gaúcho e Leandro, a lesão de Zico e a influência dos cartolas nas convocações. A equipe foi eliminada pela França nas quartas de final e terminou na quinta colocação.

## O Ciclo da Copa do Mundo
A participação brasileira na Copa do Mundo de 1986 começou tumultuada. Com quatro treinadores no ciclo. Carlos Alberto Parreira iniciou no comando da seleção, mas após o vice-campeonato na Copa América de 1983 foi demitido. Eduardo Antunes Coimbra, irmão de Zico, dirigiu o Brasil em três jogos amistosos. Evaristo de Macedo assumiu o comando em 1985, mas duas semanas antes do início das Eliminatórias, acabou dispensado, devido a maus resultados em amistosos contra a Colômbia e Chile. Evaristo alega que foi derrubado por tentar afastar "lideranças negativas" como Sócrates, "era um problema sério o comportamento dele".
Telê Santana, treinador da Seleção na Copa anterior, reassumiu, recorreu a alguns dos principais jogadores da campanha de 1982 e classificou facilmente o Brasil para a Copa.
No entanto, haveria eleição para presidente da CBF em janeiro de 1986. A disputa foi entre Octávio Pinto Guimarães, candidato de Castor de Andrade, e Medrado Dias, candidato de Roberto Marinho. O técnico de Octávio era Telê Santana, já o preferido de Medrado era Zagallo. A imprensa especulava o nome de Rubens Minelli como novidade aos dois que já haviam passado pela seleção. Minelli não acreditava na sua escolha por "conhecer o sistema de escolha do treinador". Com a eleição de Octávio Pinto Guimarães, Telê Santana foi confirmado o técnico para a copa de 1986.

## Eliminatórias
A Brasil caiu no Grupo 3 das Eliminatórias Sul-Americanas, ao lado da Bolívia e do Paraguai. As três seleções enfrentaram-se em turno e returno - e apenas a primeira colocada garantia vaga para a Copa.
A Seleção estreou com vitória contra os bolivianos, por 2 a 0, fora de casa, e bateu os paraguaios, também fora de casa, pelo mesmo placar. Nos jogos de volta, dois empates por 1 a 1 garantiram a presença do Brasil em mais uma Copa do Mundo.

### Partidas
Grupo 3 - Ida
| 2 de junho de 1985 | Bolívia | 0 - 2     | Brasil                       | Estadio Ramón Tahuichi Aguilera, Santa Cruz de la Sierra Árbitro: Jorge Romero ARG |
|                    |         | (Sumário) | Casagrande 56' Noro (contra) |                                                                                    |

| 16 de junho de 1985 | Paraguai | 0 - 2     | Brasil                    | Estadio Defensores del Chaco, Assunção Árbitro: Gaston Castro Makuc CHI |
|                     |          | (Sumário) | Casagrande 26' e Zico 69' |                                                                         |

Grupo 3 - Volta
| 23 de junho de 1985 | Brasil       | 1 - 1     | Paraguai     | Estádio do Maracanã, Rio de Janeiro Árbitro: Jose Martinez Bazan URU |
|                     | Socrates 25' | (Sumário) | Romerito 40' |                                                                      |

| 30 de junho de 1985 | Brasil     | 1 - 1     | Bolívia      | Serra Dourada, Goiânia Árbitro: Enrique Revoredo PER |
|                     | Careca 19' | (Sumário) | Sanchez 7 4' |                                                      |

| Classificação | Seleção  | Pts | J | V | E | D | GP | GC | SG |
| ------------- | -------- | --- | - | - | - | - | -- | -- | -- |
| 1             | Brasil   | 6   | 4 | 2 | 2 | 0 | 6  | 2  | 4  |
| 2             | Paraguai | 4   | 4 | 1 | 2 | 1 | 5  | 4  | 1  |
| 3             | Bolívia  | 2   | 4 | 0 | 2 | 2 | 2  | 7  | -5 |

Brasil classificado. O Paraguai qualificou-se para respescagem.

### Artilheiros do Brasil
| 2 gols - Walter Casagrande 1 gol - Zico - Sócrates - Careca 1 Assistência - Zico - Renato Portaluppi - Leandro - Júnior - Walter Casagrande |

## A Copa
O período de preparação durou três meses. Telê convocou 29 jogadores em fevereiro. Foram disputados sete amistosos. Com duas derrotas iniciais para a Alemanha Ocidental, por 2 a 0, em Frankfurt, e Hungria, por 3 a 0, em Budapeste. Depois a equipe retornou ao Brasil e encaixou quatro vitórias: Peru (4 a 0), Alemanha Oriental (3 a 0), Finlândia (3 a 0) e Iugoslávia (4 a 2). O jogo despedida foi um empate com o Chile por 1 a 1 em Curitiba em 7 de maio de 1986, um mês antes da estreia contra a Espanha (01/06/1986).
Diversos cortes por lesão ocorreram, como Mozer, Toninho Cerezo e Dirceu. A polêmica ficaram com os cortes de Renato Gaúcho e Leandro, a lesão de Zico e a influência dos cartolas nas convocações.

### Corte de Renato e Leandro
O técnico da seleção Telê Santana era conhecido por ser um cara rígido. Renato Gaúcho e Leandro foram titulares durantes as Eliminatórias da Copa do Mundo FIFA de 1986. Durante a preparação, os jogadores ganharam um dia de folga, mas deveriam voltar em horário combinado. Diversos jogadores saíram para tomar um churrasco e voltaram às 4h da manhã. Na volta, eles pularam o muro do hotel. Leandro em mau estado não conseguiu pular o muro. Renato Gaúcho entrou junto com o lateral pela porta da frente. No final do dia, após uma reunião, a mensagem é que nenhum dos dois seria cortado.
Mas com o passar dos dias, Telê Santana desconvocou os dois jogadores. Telê Santana voltou atrás e manteve a punição apenas a Renato Gaúcho. Leandro, em apoio a Renato, se recusou a embarcar para o México, mesmo diante dos apelos de Zico. Renato declarou: "Eu havia sido o melhor jogador da Seleção nas Eliminatórias. Tinha 23 anos, estava voando fisicamente. O Brasil iria jogar no México ao meio-dia. O time já tinha algumas peças envelhecidas. Tinha certeza que seria muito importante. O Telê Santana não me puniu. Puniu um país para manter a disciplina. Me cortou e, em seguida, perdeu o Leandro, que não foi à Copa, por solidariedade".

### A Lesão de Zico
Zico tinha uma lesão de ligamento cruzado, necessitando operação, que na época, levava nove meses - resultado de uma falta dura cometida pelo zagueiro do Bangu, Márcio Nunes, em partida válida pelo Campeonato Carioca de 1985. O médico convenceu que realizando um trabalho de reforço muscular seria possível estar na Copa. No amistoso contra o Chile, Zico torceu o tornozelo e pediu para ser dispensado, mas foi convencido a continuar. Zico passou a vir do banco de reserva: "Eu aceitei, deixei de lado o que o coração pedia, e assumi a responsabilidade".
Zico se declarou arrependido de ter disputado o mundial: "Tive uma lesão de ligamento cruzado, que foi rompido. Tive que fazer uma cirurgia e eu já estava com a lesão quando fui para a Copa do Mundo [de 1986]. Eu me reuni com a comissão técnica e falei: 'eu não quero ir à Copa. Vai ser um sacrifício muito grande. Sei que eu vou ter que operar de novo o joelho'. Parecia que eu tava adivinhando tudo o que eu iria encontrar pela frente. Pensando, raciocinando e analisando tudo, eu não deveria ter ido naquela Copa".

### Influência dos Cartolas nas convocações
Telê Santana estava no futebol árabe quando retornou à seleção brasileira. O treinador apostou em seus atletas da Copa do Mundo FIFA de 1982, mas alguns não estavam nas suas melhores fases, como Zico, Falcão e Toninho Cerezo. Para Sandro Moreyra, Telê Santana estaria desatualizado e faria convocações de jogadores que não conhecia a pedido dos novos dirigentes da CBF, Nabi Abi Chedid, Octávio Pinto Guimarães e o padrinho Castor de Andrade.
Assim que foi noticiado que Valdo poderia ser convocado, a rádio Globo entrou em contato com o atleta que disse jamais ter pensado em ser chamado porque estava com um problema de virilha.Sandro Moreyra escreveu no Jornal do Brasil: "Valdo, do Grêmio, não foi convocado por Telê Santana e sim por Nabi Abi Chedid. Um convocação tipicamente política para agradar o Rio Grande do Sul irritado com o corte de Renato Gaúcho. Telê nada teve a ver com isso. Ele nem conhecia o Valdo. Telê não sabia se era preto, branco, verde ou amarelo". O Jornal do Brasil abriu a manchete: "Quem é este craque que nem Telê conhece?". E acusou o treinador de "reincidência" por convocar um jogador que não conhece, como acontecera com alguns da lista inicial. O São Paulo vibrou com a convocação de Müller: "Se o presidente Aidar quisesse, poderia passar o resto do ano contando dinheiro em um quarto. Era só vender o Müller".

### Proteção de Castor de Andrade
O presidente da CBF, Octávio Pinto Guimarães, foi eleito com o patrocínio do mafioso Castor de Andrade. Durante a preparação para a Copa do mundo, o ponta Marinho confidenciou a Sócrates, que temia a violência no Rio: "Sócrates, mudamos faz pouco tempo para o Rio de Janeiro, não temos amigos ainda e minha esposa, para não ficar sozinha, trancou a casa e foi pra casa da mãe em Rio Preto. Voltou hoje e encontrou nossa casa arrombada, levaram tudo, e eu aqui não tenho como ajudá-la”. Sócrates respondeu:  “Marinho, você esqueceu que o presidente do seu time é o Castor de Andrade? O Rei do Rio? Vamos ligar pra ele.” Não deu outra. Castor teria dito: “Marinho, meu filho, fique tranquilo, vou acomodar sua família num hotel e colocar segurança em sua casa 24 horas, só te peço três dias e tudo estará em sua casa de volta, o que mais quero é que você tenha paz para representar nosso Bangu nesta maravilhosa seleção.” Segundo Sócrates, dois dias depois Castor de Andrade ligou pra Toca do Castor dizendo para Marinho ficar tranquilo que sua casa havia recebido mais coisas do que levaram e que a segurança permaneceria enquanto ele estivesse na seleção. Marinho, entretanto, não fez parte da relação final de atletas que iriam disputar a Copa.

### Escolha do Capitão
Antes da Copa do Mundo, Telê Santana definiu que o centroavante titular do Brasil seria Careca. Walter Casagrande ficou irritado e reclamou com os companheiros. Segundo Edinho, Casagrande disse que Telê queria sacaneá-lo. Edinho teria pedido calma para Casagrande, que o acusou de proteger o treinador. Telê teria visto a cena e decidido que Edinho seria o capitão do Brasil na Copa do Mundo.  Em entrevista em 2022, Casagrande alegou que treinou bastante com Gilberto Tim, estava em ótimas condições físicas e na época não entendia porque não era titular. Assim ficou revoltado com Telê.

## Lista de convocados
| #     | Nome           | Posição       | Data de Nascimento      | Idade        | Clube            |
| ----- | -------------- | ------------- | ----------------------- | ------------ | ---------------- |
| 1     | Carlos         | Goleiro       | 4 de março de 1956      | 30           | Corinthians      |
| 2     | Édson Boaro    | Zagueiro      | 3 de julho de 1959      | 26           | Corinthians      |
| 3     | Oscar          | Zagueiro      | 20 de junho de 1954     | 31           | São Paulo        |
| 4     | Edinho Capitão | Zagueiro      | 5 de junho de 1955      | 30           | Udinese          |
| 5     | Falcão         | Meio campista | 16 de outubro de 1953   | 32           | São Paulo        |
| 6     | Júnior         | Lateral       | 29 de junho de 1954     | 31           | Torino           |
| 7     | Müller         | Atacante      | 31 de janeiro de 1966   | 20           | São Paulo        |
| 8     | Casagrande     | Centroavante  | 15 de abril de 1963     | 23           | Corinthians      |
| 9     | Careca         | Atacante      | 5 de outubro de 1960    | 25           | São Paulo        |
| 10    | Zico           | Meio campista | 3 de março de 1953      | 32           | Flamengo         |
| 11    | Edivaldo       | Atacante      | 13 de abril de 1962     | 24           | Atlético Mineiro |
| 12    | Paulo Victor   | Goleiro       | 7 de junho de 1957      | 28           | Fluminense       |
| 13    | Josimar        | Lateral       | 19 de setembro de 1961  | 24           | Botafogo         |
| 14    | Julio César    | Zagueiro      | 8 de março de 1963      | 23           | Guarani          |
| 15    | Alemão         | Meio campista | 22 de novembro de 1961  | 24           | Botafogo         |
| 16    | Mauro Galvão   | Zagueiro      | 19 de dezembro de 1961  | 24           | Internacional    |
| 17    | Branco         | Lateral       | 4 de abril de 1964      | 22           | Fluminense       |
| 18    | Sócrates       | Meio campista | 19 de fevereiro de 1964 | 32           | Flamengo         |
| 19    | Elzo           | Meio campista | 22 de janeiro de 1961   | 25           | Atlético Mineiro |
| 20    | Silas          | Meio campista | 27 de agosto de 1965    | 20           | São Paulo        |
| 21    | Valdo          | Meio campista | 12 de janeiro de 1964   | 22           | Gremio           |
| 22    | Leão           | Goleiro       | 11 de junho de 1949     | 36           | Palmeiras        |
| D. T. | Telê Santana   | Telê Santana  | Telê Santana            | Telê Santana |                  |

### Primeira Fase
A Copa do Mundo de 1986 foi a segunda disputada com 24 seleções. Os participantes foram divididos em seis grupos de quatro. Os dois primeiros de cada chave, mais os quatro melhores terceiros colocados, avançavam para a Segunda Fase. Cabeça-de-chave, a Seleção Brasileira caiu no Grupo D, junto com a Espanha, Argélia e Irlanda do Norte. Mesmo com tantos problemas em sua preparação, a Seleção Brasileira fez boa campanha na Primeira Fase e venceu seus três jogos. O goleiro Carlos não levou nenhum gol.
Espanha
Com um futebol aquém da expectativa, a Seleção teve dificuldades em sua estréia na Copa, contra os espanhóis. Somente no segundo tempo, o Brasil fez 1 a 0, com Sócrates. O gol do "Doutor" foi muito contestado pelos espanhóis, que alegaram impedimento na jogada. A Espanha seria prejudicada pelo árbitro australiano Cristopher Bambridge, que invalidou um gol legítimo de Michel. O chute do espanhol bateu no travessão e caiu visivelmente depois da linha do gol de Carlos, mas o juiz mandou a partida seguir.
| 1 de junho de 1986 | Espanha          | 0 - 1     | Brasil                  | Jalisco, Guadalajara Público: 35.748 Árbitro: Christopher Bambridge AUS |
|                    | Julio Alberto 4' | (Sumário) | Sócrates 62' Branco 82' |                                                                         |

Argélia
Contra os argelinos, outra vez a Seleção deixou a desejar. O Brasil venceu novamente por 1 a 0, desta vez com gol de Careca. Após esse jogo, Alemão, Casagrande e Édson foram flagrados bebendo cerveja, durante a apresentação de um circo. O episódio ocupou manchetes dos jornais brasileiros e afetou o clima na Seleção.
| 6 de junho de 1986 | Brasil     | 1 - 0     | Argélia | Jalisco, Guadalajara Público: 48.000 Árbitro: Romulo Mendez Molina GUA |
|                    | Careca 66' | (Sumário) |         |                                                                        |

Irlanda do Norte
Na terceira rodada, diante da Irlanda do Norte, Telê Santana escalou o lateral Josimar, no lugar de Édson, que havia se contundido. A Seleção se apresentou bem e fez sua melhor partida na Primeira Fase. Careca abriu o placar aos 15 minutos da primeira etapa. Josimar, com um chutaço de fora da área, marcou um golaço, aos 41 minutos. Novamente Careca, aos 42 minutos da etapa complementar, fechou o placar do jogo, 3 a 0. A Seleção Brasileira classificou-se para as oitavas-de-final em primeiro lugar, sem ter tomado nenhum gol. O adversário do Brasil seria a Polônia, que se classificou como um dos quatro melhores terceiros colocados.
| 12 de junho de 1986 | Brasil                       | 3 - 0     | Irlanda do Norte | Jalisco, Guadalajara Público: 51.000 Árbitro: Siegfried Kirschen ALE |
|                     | Careca 15' e 87' Josimar 42' | (Sumário) | Mal Donaghy 12'  |                                                                      |

Grupo D
| Time             | Pts | J | V | E | D | GF | GC | SG |
| ---------------- | --- | - | - | - | - | -- | -- | -- |
| Brasil           | 6   | 3 | 3 | 0 | 0 | 5  | 0  | 5  |
| Espanha          | 4   | 3 | 2 | 0 | 1 | 5  | 2  | 3  |
| Irlanda do Norte | 1   | 3 | 0 | 1 | 2 | 2  | 6  | -4 |
| Argélia          | 1   | 3 | 0 | 1 | 2 | 1  | 5  | -4 |

Brasil e Espanha classificados.

### Oitavas-de-Final
Polônia
Contra os poloneses, a Seleção Brasileira fez sua melhor partida na Copa. No começo do jogo, o Brasil tomou um susto, quando levou uma bola na trave. Mas os brasileiros jogaram bem individualmente. Tramando boas jogadas, a Seleção abriu o placar aos 28 minutos do primeiro tempo. Careca sofreu pênalti. Na cobrança, Sócrates anotou 1 a 0. Apesar da superioridade brasileira, os poloneses conseguiram ir para o intervalo sem sofrer mais gols. No segundo tempo, no entanto, a Seleção Brasileira deslanchou. Josimar teve outra grande atuação e marcou mais um golaço na Copa, aos 11 minutos. Com o futebol envolvente, o técnico Telê Santana resolveu colocar em campo o craque Zico, que se recuperava de grave contusão no joelho. Pouco depois, Edinho fez o terceiro, aos 33. A Seleção chegaria ao quarto gol, após grande jogada de Zico, que foi derrubado na área pelo goleiro Józef Młynarczyk. Careca cobrou o penal e fechou o placar. No dia seguinte, a Seleção conheceria seu adversário nas quartas-de-final. O Brasil enfrentaria os franceses, que tinham eliminado os italianos por 2 a 0.
| 16 de junho de 1986 | Brasil                                                                 | 4 - 0     | Polónia                                  | Jalisco, Guadalajara Público: 45.000 Árbitro: Volker Roth ALE |
|                     | Sócrates 30' (pen.) Josimar 55' Edinho 79', 83' Careca 83' (pen.), 36' | (Sumário) | Dziekanowski 13' Boniek '30 Smolarek 32' |                                                               |

### Quartas-de-Final
França
Embalados pela vitória contra a Polônia, os brasileiros encaravam os franceses, campeões europeus em 1984 nas quartas-de-final. As duas seleções protagonizaram uma das melhores partidas da história das Copas. O equilíbrio marcou o jogo, em que as melhores oportunidades foram do Brasil. Aos 18 minutos de jogo, Careca abriu o placar. Foi o quinto gol do artilheiro da Seleção naquela Copa. Os franceses chegaram ao empate ainda no primeiro tempo. Em um lance que envolveu Giresse, Rocheteau e Stopyra, o craque Michel Platini empatou aos 40min. Foi o primeiro gol sofrido pela Seleção, depois de ter balançado as redes por dez vezes. Na segunda etapa, o Brasil teve o jogo na mão. Branco - cujo futebol foi crescendo ao longo do Mundial - avançou, tocou para Zico, recebeu de volta belo passe e foi derrubado na área pelo goleiro Joël Bats aos 29'. Zico, que acabara de entrar no lugar do atacante Müller, apresentou-se para a cobrança, mas o camisa 10 bateu mal, e o goleiro francês defendeu. A partida foi para a prorrogação, mas permaneceu empatada. Na decisão por pênaltis, os franceses levaram a melhor. Na primeira cobrança, Bats defendeu o chute de Sócrates. A França fez 1 a 0 com Stopyra. Nas cobranças seguintes, as duas seleções converteram - a terceira 
cobrança francesa, de Bruno Bellone, a bola bateu na trave e nas costas do goleiro Carlos antes de entrar. Na penúltima cobrança francesa, Michel Platini desperdiçou. Mas em seguida, Júlio César chutou. A bola explodiu na trave de Bats. Luis Fernandez definiu a classificação francesa. O Brasil caía invicto. 
Zico: "O ídolo tem uma responsabilidade muito grande. Ele tem que assumir essa situação. Você não pode fugir dessa responsabilidade. Bati mal, talvez não estivesse no clima do jogo, mas aquilo não foi a razão da eliminação do Brasil. Uma equipe tem que estar preparada para essas ocasiões. São chances desperdiçadas que podem acontecer. Uma equipe não pode se abater porque perdeu uma ocasião como essa. Nas penalidades máximas, eu não me furtei a bater de novo, e acabou nosso time perdendo. O que me entristeceu foi o comentários dos jogadores de 50, que eu não tinha a ideia do que tinha sido aquela decepção, houve uma declaração "pô agora ninguém mais vai falar de 50, vão falar só do penalti que o Zico perdeu."
| 21 de junho de 1986 | Brasil     | 1 - 1 (3 - 4 pen) | França             | Jalisco, Guadalajara Público: 65.000 Árbitro: Ioan Igna ROM |
|                     | Careca 17' | (Sumário)         | Michel Platini 40' |                                                             |

|                                              |     | Penalidades                                   |  |
| Sócrates: Alemão: Zico: Branco: Júlio César: | 3–4 | Stopyra: Amoros: Bellone: Platini: Fernández: |  |

| Brasil | França |

| GK           | 1  | Carlos (São Paulo)           |
| DF           | 13 | Josimar (Botafogo)           |
| DF           | 4  | Edinho (Udinese)             |
| DF           | 14 | Júlio César (Guarani)        |
| DF           | 17 | Branco (Fluminense)          |
| MF           | 19 | Elzo (Atlético Mineiro)      |
| MF           | 6  | Júnior (Torino) 91'          |
| MF           | 15 | Alemão (Botafogo)            |
| MF           | 18 | Sócrates (Flamengo)          |
| CF           | 7  | Müller (São Paulo) 71'       |
| CF           | 9  | Careca (São Paulo)           |
| Substitutos: |    |                              |
| GK           | 12 | Paulo Victor (Fluminense)    |
| GK           | 22 | Emerson Leão (Palmeiras)     |
| DF           | 13 | Édson (Internacional)        |
| DF           | 3  | Oscar (São Paulo)            |
| DF           | 16 | Mauro Galvão (Internacional) |
| MF           | 21 | Valdo (Grêmio)               |
| MF           | 10 | Zico (Flamengo) 71'          |
| CF           | 8  | Casagrande (Corinthians)     |
| MF           | 20 | Silas (São Paulo) 91'        |
| MF           | 5  | Falcão (São Paulo)           |
| CF           | 11 | Edivaldo (Atlético Mineiro)  |
| Técnico:     |    |                              |
| Telê Santana |    |                              |

| Carlos Josimar Edinho Júlio César Branco Müller Alemão Elzo Júnior Careca Sócrates Stopyra Rocheteau Platini Fernández Giresse Amoros Battiston Tigana Tusseau Bossis Bats |

| GK           | 1  | Joël Bats (PSG)                 |
| DF           | 8  | Thierry Tusseau (Nantes)        |
| DF           | 6  | Maxime Bossis (Racing)          |
| DF           | 4  | Patrick Battiston (Bordéus)     |
| DF           | 2  | Manuel Amoros (Monaco)          |
| MF           | 9  | Luis Fernández (PSG)            |
| MF           | 12 | Alain Giresse (Bordéus) 87'     |
| MF           | 14 | Jean Tigana (Bordéus)           |
| MF           | 10 | Michel Platini (Juventus)       |
| CF           | 18 | Dominique Rocheteau (PSG) 99'   |
| CF           | 19 | Yannick Stopyra (Sochaux)       |
| Substitutos: |    |                                 |
| GK           | 21 | Philippe Bergeroo (Toulouse)    |
| GK           | 22 | Albert Rust (Sochaux)           |
| DF           | 3  | William Ayache (Nantes)         |
| DF           | 5  | Michel Bibard (PSG)             |
| DF           | 7  | Yvon Le Roux (Nantes)           |
| MF           | 11 | Jean-Marc Ferreri (Auxerre) 87' |
| MF           | 13 | Bernard Genghini (Monaco)       |
| MF           | 15 | Philippe Vercruysse (Bordéus)   |
| CF           | 17 | Jean-Pierre Papin (Club Brugge) |
| CF           | 20 | Daniel Xuereb (Lens)            |
| CF           | 16 | Bruno Bellone (Monaco) 99'      |
| Técnico:     |    |                                 |
| Henri Michel |    |                                 |

## Artilheiros

### Gols
| 5 gols - Careca 2 gols - Josimar - Sócrates 1 gol - Edinho |

### Assistências
| 2 Assistências - Alemão 1 Assistência - Careca - Zico - Júnior - Müller |

## Curiosidades
- Na partida contra a Espanha, o foi executado o Hino à Bandeira em lugar do Hino Nacional.
- A Copa de 1986 foi a última de: Zico, Sócrates, Falcão e Júnior.
- O técnico Telê Santana foi o primeiro e único técnico até Tite a dirigir a Seleção Brasileira por dois Mundiais consecutivos após perder um mundial.